# Lista de regiões da Somália por IDH
Esta é uma lista de regiões da Somália pelo Índice de Desenvolvimento Humano, a partir de 2019.
| Classificação                          | Região                                 | IDH (2019)                             | País comparável (2019)                 |
| Baixo Índice de Desenvolvimento Humano | Baixo Índice de Desenvolvimento Humano | Baixo Índice de Desenvolvimento Humano | Baixo Índice de Desenvolvimento Humano |
| -------------------------------------- | -------------------------------------- | -------------------------------------- | -------------------------------------- |
| 1                                      | Banaadir (Mogadíscio)                  | 0,459                                  | Eritreia                               |
| 2                                      | Bari                                   | 0,429                                  | Burundi                                |
| 3                                      | Nugaal                                 | 0,378                                  | Níger                                  |
| 4                                      | Mudug                                  | 0,374                                  | Níger                                  |
| –                                      | Somália                                | 0,361                                  | Níger                                  |
| 5                                      | Gedo                                   | 0,330                                  | Níger                                  |
| 6                                      | Shabeellaha Hoose                      | 0,323                                  | Níger                                  |
| 7                                      | Shabeellaha Dhexe                      | 0,315                                  | Níger                                  |
| 8                                      | Jubbada Hoose                          | 0,300                                  | Níger                                  |
| 9                                      | Bakool                                 | 0,295                                  | Níger                                  |
| 10                                     | Bay                                    | 0,294                                  | Níger                                  |
| 11                                     | Hiiraan                                | 0,291                                  | Níger                                  |
| 12                                     | Galguduud                              | 0,279                                  | Níger                                  |
| 13                                     | Jubbada Dhexe                          | 0,232                                  | Níger                                  |